# Силва Нери, Адсон да
Адсон да Силва Нери (порт. Hadson da Silva Nery; род. 4 августа 1981, Белен) — бразильский футболист, полузащитник.

## Биография
Начал профессиональную карьеру в команде «Клуб Ремо». После выступал за команду «Парана». В 2003 году играл за португальский клуб «Алкайнш» из одноимённого города, Адсон сыграл 9 матчей и забил 1 гол.
Зимой 2004 года перешёл в стан симферопольской «Таврии». В чемпионате Украины дебютировал 27 марта 2004 года в выездном матче против кировоградской «Звезды» (1:1), Адсон вышел на 86 минуте вместо Александра Заруцкого. Всего за «Таврию» в чемпионате Украины Адсон сыграл 10 матчей, также провёл 1 матч в молодёжном первенстве Украины. Летом 2004 года он перешёл в иванофранковский «Спартак». В команде провёл полгода сыграл 8 матчей в Первой лиги Украины и 1 матч в Кубке Украины.
Затем Адсон находился в составе клуба «Униан Лейрия», за команду он так и не сыграл. Позже был отдан в аренду в «Гондомар», выступающий в Лиге де Онра. За команду он сыграл 14 матчей и забил 1 гол. В 2007 году перешёл в «Пайсанду» из его родного города Белен. Затем играл в клубе «Пинеренсе». С 2010 года играет за «Гремио Бразил».